# 顺天堂医疗短期大学
顺天堂医疗短期大学（日语：／ Juntendo Iryō Tankidaigaku *）是過去一所位于日本千叶县浦安市的私立短期大学。

## 概要

### 简介
- 源流成立于1896年[1]。短期大学为于1989年开办[1]、由学校法人顺天堂经营。开始招収男学生从2001年到2003年（招生到于2003年）[2]。停办于2007年[3]。

### 历史
- 1989年 顺天堂医疗短期大学成立并同时设置护理学科[1]。
- 1992年 专科地区护理学专攻和助产学专攻成立[1]。
- 2001年 开始招収男学生[2]。
- 2003年  招生最后[3]。
- 2007年 今年6月11日停办[3]。

## 学校环境
- 校区：在了千叶县浦安市

## 历任校长
- 宫崎宽明：第一代短期大学校长[4]。

## 组织

### 学科
- 护理学科

### 专科
| - 地区护理学专攻 - 助产学专攻 |

### 业余课程
| - 没有 |

## 相关链接
- 日本短期大学列表
- 顺天堂大学